# Hypocreopsis
Genre
Hypocreopsis est un genre de champignons ascomycètes de la famille des Hypocreaceae.

## Liste des genres
- Hypocreopsis amplectens
- Hypocreopsis lichenoides
- Hypocreopsis rhododendri